# Un posto al sole (Statuto)
Un posto al sole è un singolo del gruppo musicale italiano Statuto, pubblicato nel 1998 dalla Sony Music.

## Il disco
Il singolo contiene due pezzi: Un posto al sole, cover di un pezzo beat del 1966 e Lontana un pezzo mod revival dedicato a Silvia Baraldini.

## Tracce
1. Un posto al sole
2. Lontana